# Unione Sportiva Lecce 1964-1965
Questa voce raccoglie le informazioni riguardanti l'Unione Sportiva Lecce nelle competizioni ufficiali della stagione 1964-1965.

## Divise
| Casa | Alternativa |

## Rosa
| N. |                   | Ruolo | Calciatore              |
| -- | ----------------- | ----- | ----------------------- |
|    | Italia (bandiera) | P     | Francesco Della Tommasa |
|    | Italia (bandiera) | P     | Luigi Ferrari           |
|    | Italia (bandiera) | D     | Aldo Lucci              |
|    | Italia (bandiera) | D     | Amerigo Bronzini        |
|    | Italia (bandiera) | D     | Piero Corsi             |
|    | Italia (bandiera) | D     | Aldo Danieli            |
|    | Italia (bandiera) | D     | Aldo Sensibile          |
|    | Italia (bandiera) | D     | Alfredo Tardivo         |
|    | Italia (bandiera) | D     | Giovanni Sestini        |
|    | Italia (bandiera) | D     | Salvatore Stomeo        |
|    | Italia (bandiera) | D     | Pier Luigi Caldani      |
|    | Italia (bandiera) | D     | Colajanni               |
|    | Italia (bandiera) | D     | Italo Baccini           |
|    | Italia (bandiera) | C     | Mario Russo             |

| N. |                   | Ruolo | Calciatore          |
| -- | ----------------- | ----- | ------------------- |
|    | Italia (bandiera) | C     | Franco Causio       |
|    | Italia (bandiera) | C     | Giuseppe Cartisano  |
|    | Italia (bandiera) | C     | Antonio Donadei     |
|    | Italia (bandiera) | C     | Mario Della Pietra  |
|    | Italia (bandiera) | C     | Luigi Trevisan      |
|    | Italia (bandiera) | C     | Sergio Santelli     |
|    | Italia (bandiera) | C     | Furio Vemeti        |
|    | Italia (bandiera) | C     | Gianfranco Lentini  |
|    | Italia (bandiera) | C     | Vincenzo Renna      |
|    | Italia (bandiera) | A     | Aldo Busilacchi     |
|    | Italia (bandiera) | A     | Corrado Teneggi     |
|    | Italia (bandiera) | A     | Mario Tribuzio      |
|    | Italia (bandiera) | A     | Aristide Zucchinali |
|    | Italia (bandiera) | A     | Marcello Petrucelli |

## Risultati

### Serie C

#### Girone di andata
| Lecce 20 settembre 1964 1ª giornata | Lecce | 0 – 0 referto | Avellino | Stadio Carlo Pranzo |

| Pescara 27 settembre 1964 2ª giornata | Pescara | 0 – 0 referto | Lecce | Stadio Adriatico |

| Lecce 4 ottobre 1964 3ª giornata              | Lecce     | 1 – 0 referto | Marsala | Stadio Carlo Pranzo |
| \| \| \| \| \| Teneggi 62’ \| Marcatori \| \| |           |               |         |                     |
|                                               |           |               |         |                     |
| Teneggi 62’                                   | Marcatori |               |         |                     |

| Lecce 11 ottobre 1964 4ª giornata | Lecce | 0 – 0 referto | Siracusa | Stadio Carlo Pranzo |

| Salerno 18 ottobre 1964 5ª giornata                       | Salernitana | 1 – 1 referto | Lecce | Stadio Donato Vestuti |
| \| \| \| \| \| Sellani 12’ \| Marcatori \| 10’ Sestini \| |             |               |       |                       |
|                                                           |             |               |       |                       |
| Sellani 12’                                               | Marcatori   | 10’ Sestini   |       |                       |

| Lecce 25 ottobre 1964 6ª giornata                            | Lecce     | 2 – 0 referto | Crotone | Stadio Carlo Pranzo |
| \| \| \| \| \| Zucchinali 3’ Trevisan 57’ \| Marcatori \| \| |           |               |         |                     |
|                                                              |           |               |         |                     |
| Zucchinali 3’ Trevisan 57’                                   | Marcatori |               |         |                     |

| Agrigento 1º novembre 1964 7ª giornata                                                                          | Akragas   | 4 – 2 referto             | Lecce | Stadio Esseneto |
| \| \| \| \| \| Morè 16’, 40’ Sensibile 83’ (aut.) Costa 89’ (rig.) \| Marcatori \| 70’ Cartisano 85’ Danieli \| |           |                           |       |                 |
| |           |                           |       |                 |
| Morè 16’, 40’ Sensibile 83’ (aut.) Costa 89’ (rig.)                                                             | Marcatori | 70’ Cartisano 85’ Danieli |       |                 |

| Trapani 8 novembre 1964 8ª giornata                         | Trapani   | 2 – 0 referto | Lecce | Stadio Polisportivo Provinciale |
| \| \| \| \| \| Cavallini 20’ Cazzola 83’ \| Marcatori \| \| |           |               |       |                                 |
|                                                             |           |               |       |                                 |
| Cavallini 20’ Cazzola 83’                                   | Marcatori |               |       |                                 |

| Lecce 15 novembre 1964 9ª giornata             | Lecce     | 1 – 0 referto | Tevere Roma | Stadio Carlo Pranzo |
| \| \| \| \| \| Trevisan 15’ \| Marcatori \| \| |           |               |             |                     |
|                                                |           |               |             |                     |
| Trevisan 15’                                   | Marcatori |               |             |                     |

| Trapani 22 novembre 1964 10ª giornata | Casertana | 0 – 0 referto | Lecce | Stadio Alberto Pinto |

| Ascoli Piceno 29 novembre 1964 11ª giornata                    | Del Duca Ascoli | 2 – 1 referto | Lecce | Stadio Cino e Lillo Del Duca |
| \| \| \| \| \| Ghelli 39’, 75’ \| Marcatori \| 83’ Tribuzio \| |                 |               |       |                              |
|                                                                |                 |               |       |                              |
| Ghelli 39’, 75’                                                | Marcatori       | 83’ Tribuzio  |       |                              |

| Lecce 6 dicembre 1964 12ª giornata | Lecce              | 0 – 0 referto | Taranto | Stadio Carlo Pranzo\| Arbitro: \| Possagno (Treviso) \| |
| Arbitro:                           | Possagno (Treviso) |               |         |                                                         |

| Lecce 13 dicembre 1964 13ª giornata                   | Lecce     | 1 – 1 referto | L'Aquila | Stadio Carlo Pranzo |
| \| \| \| \| \| Lucci 63’ \| Marcatori \| 49’ Braca \| |           |               |          |                     |
|                                                       |           |               |          |                     |
| Lucci 63’                                             | Marcatori | 49’ Braca     |          |                     |

| Cosenza 20 dicembre 1964 14ª giornata                                                | Cosenza   | 4 – 1 referto | Lecce | Stadio San Vito-Gigi Marulla |
| \| \| \| \| \| Campanini 28’, 34’ Marmiroli 52’, 69’ \| Marcatori \| 35’ Tribuzio \| |           |               |       |                              |
|                                                                                      |           |               |       |                              |
| Campanini 28’, 34’ Marmiroli 52’, 69’                                                | Marcatori | 35’ Tribuzio  |       |                              |

| Lecce 3 gennaio 1965 15ª giornata              | Lecce     | 1 – 0 referto | Reggina | Stadio Carlo Pranzo |
| \| \| \| \| \| Trevisan 63’ \| Marcatori \| \| |           |               |         |                     |
|                                                |           |               |         |                     |
| Trevisan 63’                                   | Marcatori |               |         |                     |

| San Benedetto del Tronto 10 gennaio 1965 16ª giornata        | Sambenedettese | 2 – 0 referto | Lecce | Stadio Fratelli Ballarin |
| \| \| \| \| \| Piccioni 7’ Jannarilli 26’ \| Marcatori \| \| |                |               |       |                          |
|                                                              |                |               |       |                          |
| Piccioni 7’ Jannarilli 26’                                   | Marcatori      |               |       |                          |

| Lecce 17 gennaio 1965 17ª giornata                           | Lecce     | 2 – 0 referto | Chieti | Stadio Carlo Pranzo |
| \| \| \| \| \| Zucchinali 45’ Gareffa 66’ \| Marcatori \| \| |           |               |        |                     |
|                                                              |           |               |        |                     |
| Zucchinali 45’ Gareffa 66’                                   | Marcatori |               |        |                     |

#### Girone di ritorno
| Avellino 24 gennaio 1965 18ª giornata | Avellino | 0 – 0 referto | Lecce | Campo di Piazza d'Armi |

| Lecce 31 gennaio 1965 19ª giornata                                     | Lecce     | 3 – 0 referto | Pescara | Stadio Carlo Pranzo |
| \| \| \| \| \| Gareffa 3’ Trevisan 50’ Tribuzio 53’ \| Marcatori \| \| |           |               |         |                     |
|                                                                        |           |               |         |                     |
| Gareffa 3’ Trevisan 50’ Tribuzio 53’                                   | Marcatori |               |         |                     |

| Marsala 7 febbraio 1965 20ª giornata               | Marsala   | 0 – 1 referto    | Lecce | Stadio Antonino Lombardo Angotta |
| \| \| \| \| \| \| Marcatori \| 85’ (aut.) Guzzo \| |           |                  |       |                                  |
|                                                    |           |                  |       |                                  |
|                                                    | Marcatori | 85’ (aut.) Guzzo |       |                                  |

| Catania 14 febbraio 1965 21ª giornata | Siracusa | 0 – 0 referto | Lecce | Stadio Cibali |

| Lecce 21 febbraio 1965 22ª giornata                        | Lecce     | 2 – 0 referto | Salernitana | Stadio Carlo Pranzo |
| \| \| \| \| \| Sestini 65’ Tribuzio 67’ \| Marcatori \| \| |           |               |             |                     |
|                                                            |           |               |             |                     |
| Sestini 65’ Tribuzio 67’                                   | Marcatori |               |             |                     |

| Crotone 28 febbraio 1965 23ª giornata                        | Crotone   | 2 – 0 referto | Lecce | Stadio Ezio Scida |
| \| \| \| \| \| Ronzulli 58’ Fumagalli 64’ \| Marcatori \| \| |           |               |       |                   |
|                                                              |           |               |       |                   |
| Ronzulli 58’ Fumagalli 64’                                   | Marcatori |               |       |                   |

| Lecce 7 marzo 1965 24ª giornata | Lecce | 0 – 2 a tavolino dopo invasione di campo all' 88' minuto referto | Akragas | Stadio Carlo Pranzo |

| Lecce 14 marzo 1965 25ª giornata                                         | Lecce     | 1 – 2 referto             | Trapani | Stadio Carlo Pranzo |
| \| \| \| \| \| Trevisan 33’ \| Marcatori \| 62’ Cavallini 72’ Cazzola \| |           |                           |         |                     |
|                                                                          |           |                           |         |                     |
| Trevisan 33’                                                             | Marcatori | 62’ Cavallini 72’ Cazzola |         |                     |

| Lecce 20 marzo 1965 26ª giornata                          | Tevere Roma | 2 – 0 referto | Lecce | Stadio Arena |
| \| \| \| \| \| Scichilone 62’ Mola 90’ \| Marcatori \| \| |             |               |       |              |
|                                                           |             |               |       |              |
| Scichilone 62’ Mola 90’                                   | Marcatori   |               |       |              |

| Lecce 28 marzo 1965 27ª giornata                         | Lecce     | 1 – 1 referto | Casertana | Stadio Carlo Pranzo |
| \| \| \| \| \| Tribuzio 59’ \| Marcatori \| 19’ Pacco \| |           |               |           |                     |
|                                                          |           |               |           |                     |
| Tribuzio 59’                                             | Marcatori | 19’ Pacco     |           |                     |

| Lecce 4 aprile 1965 28ª giornata               | Lecce     | 1 – 0 referto | Del Duca Ascoli | Stadio Carlo Pranzo |
| \| \| \| \| \| Santelli 70’ \| Marcatori \| \| |           |               |                 |                     |
|                                                |           |               |                 |                     |
| Santelli 70’                                   | Marcatori |               |                 |                     |

| Arbitro: | Cicconetti (Cordenons) |

|  |           |              |
|  | Marcatori | 62’ Tribuzio |

| L'Aquila 18 aprile 1965 30ª giornata | L'Aquila | 0 – 0 referto | Lecce | Stadio Tommaso Fattori |

| Lecce 25 aprile 1965 31ª giornata | Lecce | 0 – 0 referto | Cosenza | Stadio Carlo Pranzo |

| Reggio Calabria 2 maggio 1965 32ª giornata                                   | Reggina   | 2 – 1 referto    | Lecce | Stadio Oreste Granillo |
| \| \| \| \| \| Santonico 12’ Baldini 32’ \| Marcatori \| 17’ (rig.) Russo \| |           |                  |       |                        |
|                                                                              |           |                  |       |                        |
| Santonico 12’ Baldini 32’                                                    | Marcatori | 17’ (rig.) Russo |       |                        |

| Lecce 9 maggio 1965 33ª giornata                                         | Lecce     | 1 – 2 referto              | Sambenedettese | Stadio Carlo Pranzo |
| \| \| \| \| \| Donadei 36’ \| Marcatori \| 40’ Caposciutti 86’ Birtig \| |           |                            |                |                     |
|                                                                          |           |                            |                |                     |
| Donadei 36’                                                              | Marcatori | 40’ Caposciutti 86’ Birtig |                |                     |

| Chieti 16 maggio 1965 34ª giornata                                                          | Chieti    | 4 – 0 referto | Lecce | Stadio della Civitella |
| \| \| \| \| \| Martegiani 24’ Pezzotti 26’ Orazi 74’ (rig.) Spinelli 84’ \| Marcatori \| \| |           |               |       |                        |
|                                                                                             |           |               |       |                        |
| Martegiani 24’ Pezzotti 26’ Orazi 74’ (rig.) Spinelli 84’                                   | Marcatori |               |       |                        |

## Fonte
- WLecce.it.